# Ariadna Edo Beltrán
Ariadna Edo Beltrán (Castelló, 10 de juliol de 1998) és una nedadora paralímpica valenciana que competeix en la categoria S13 -deficiència visual- en les proves de papallona i lliures.
L'any 2015 va participar en l'Open Internacional de Berlín on va fer segona posició en 800 m lliures S13, fent un nou rècord d'Europa en la disciplina. Va fer també el rècord d'Europa dels 200 m lliures S13.Aquell mateix any al Campionat d'Espanya de Natació Paralímpica por seleccions autonòmiques va aconseguir 4 ors, en 50 m i 400 m lliures i 50 m i 100 m papallona S13, els mateixos que l'any 2014 en el Campionat d'Espanya absolut per clubs de Natació paralímpica, a més dels 200 m papallona. Va participar també en el campionat del món de 2015 celebrat a la ciutat de Glasgow, Escòcia aconseguint la medalla de bronze en la final de 400 m lliures de la categoria S13. També va aconseguir un sisé lloc en la final de 200 m estils S13.
L'any 2016 va participar en els Jocs Paralímpics de Rio 2016 que van tenir lloc entre el 7 i 18 de setembre de 2016 on va fer bronze als 400 lliures S13.
L'any 2017 als Campionats del món de natació paralímpica va aconseguir 3 medalles de bronze en el 400 m lliures S13, en 100 m lliures i en el 100 m papallona S13.